# Age of Silence
Age of Silence – norweski zespół wykonujący metal progresywny, założony w roku 2004 przez członka grupy Winds, Andiego Wintera.

## Muzycy
- Lars „Lazare” Nedland – śpiew
- Andy Winter – instrumenty klawiszowe
- Helge „Kobbergaard” Haugen – gitary
- Jan Axel „Hellhammer” Blomberg – perkusja
- Lars Eikind Si – śpiew, gitara basowa
- Joacim „Extant” Solheim – gitary

## Dyskografia
- Acceleration (2004)
- Complications – Trilogy of Intricacy (2005, EP)